# Безмилостен град (сериал, Турция)
„Безмилостен град“ (на турски: Zalim İstanbul, в най-близък превод Жестокият Истанбул) е турски драматичен сериал, премиерно излъчен през 2019 г.

## Сюжет
Агях Карачай е успешен бизнесмен, собственик на Карачай холдинг, който живее в огромно крайбрежно имение в Истанбул заедно със своята красива и амбициозна съпруга Шениз, безотговорния си син и плейбой Дженк, дъщеря си Дамла и племенника си Недим, който вследствие на трагичен инцидент е останал инвалид, когато е бил на 8 години. Когато преди години най-големият брат на Агях – Мюмтаз умира, той не само наследява огромното му богатство, но и поема грижите за племенника си, когото обича безрезервно, и прави всичко възможно да не му липсва нищо. Шениз обаче ненавижда Недим, тъй като тя пази дълбоко пазена тайна, която той знае, и започва тихомълком да му дава опиати с цел да го държи дезориентиран и да предотврати възстановяването му. Агях дори не подозира за действията на съпругата си и си мисли, че лечението на племенника му не дава резултат. Ситуацията става още по-сложна, когато Агях открива, че има сериозен сърдечен проблем, който застрашава живота му. Той знае, че ако умре, Шениз, Дамла и Дженк няма да оставят Недим на мира, и решава да намери момиче от родния си край, което да се омъжи за него, за да го спаси от самотата.
Намеренията на Агях достигат до алчната Нериман, която веднага предлага на собствената си внучка Джерен златната възможност да се избавят от бедността и да заживеят охолно в мегаполиса. Девойката веднага приема, смятайки, че ще се венчае за Дженк – харизматичния наследник на фамилия Карачай, без дори да подозира, че всъщност ще стане съпруга на инвалида Недим. Двете с Нериман правят всичко възможно, за да убедят майката на Джерен – Сехер, да се преместят от малкото южно градче Антакия в Истанбул, но тя твърдо отказва да „продаде“ дъщеря си. Готови на всичко за да постигнат користните си цели, Джерен и Нериман дори подпалват дома, в който живеят, за да принудят Сехер да заминат за Истанбул в имението на Карачай. Така Сехер, Нериман, дъщерите на Сехер – Джемре и Джерен и нейния син Дживан стартират новия си живот. Сблъсъкът между двете семейства е неизбежен, а Сехер попада в свят, в който властват парите, алчността, лъжите и коварството. След като 20 години е бил прикован в инвалидна количка, Недим успява да се възстанови и се влюбва в Джемре, която е медицинска сестра и се грижи усърдно за него. В същото време Дженк и Джемре сключват фиктивен брак. Само че, постепенно Дженк също започва да се влюбва в Джемре. Единствената цел на този брак за Джемре е да бъде по-близо до Недим. Какво ще се случи в любовния триъгълник – Дженк, Джемре и Недим? Какво ще се случи между Дживан и Дамла? Недим е решен да отмъсти за причинените му страдания през тези дълги години в инвалиден стол. Омразата или любовта ще надделее в сърцето на Недим? Агях разбира за подмолните действия на съпругата си, за нейната изневяра с Мюмтаз, за това, че тя и Дженк имат вина за трагичния инцидент с Недим, но дали това е цялата истина и дали тя може да бъде понесена? Също така се оказва, че бебето на Джерен е живо и бащата е Дженк, а не е Недим. Как ще завърши конфликта между Джерен и Шениз? Постепенно дълго пазени тайни започват да излизат наяве и променят съдбите на двете семейства. Дали обаче една зараждаща се любов ще е способна да се изправи срещу жестокостта на един „безмилостен град“?

## Излъчване
| Сезон | Епизоди | Начало на сезона | Край на сезона | Всички епизоди | ТВ сезон    | ТВ канал | Дата и час         |
| ----- | ------- | ---------------- | -------------- | -------------- | ----------- | -------- | ------------------ |
| 1     | 9       | 1 април 2019     | 27 май 2019    | 1 – 9          | 2019        | Kanal D  | понеделник (20:00) |
| 2     | 30      | 9 септември 2019 | 22 юни 2020    | 10 – 39        | 2019 – 2020 | Kanal D  | понеделник (20:00) |

## Излъчване в България
| Сезон | Епизоди | Начало на сезона    | Край на сезона      | Всички епизоди | ТВ сезон | ТВ канал | Дата и час                 |
| ----- | ------- | ------------------- | ------------------- | -------------- | -------- | -------- | -------------------------- |
| 1     | 30      | 4 януари 2021 г.    | 12 февруари 2021 г. | 1 – 30         | 2021 г.  | bTV      | всеки делничен ден (20:00) |
| 2     | 106     | 15 февруари 2021 г. | 14 юли 2021 г.      | 31 – 136       | 2021 г.  | bTV      | всеки делничен ден (20:00) |

## Актьорски състав
- Фикрет Кушкан – Агях Карачай
- Дениз Уур – Сехер Йълмаз
- Мине Тугай – Шениз Карачай
- Озан Долунай – Дженк Карачай
- Беркер Гювен – Недим Карачай
- Сера Кутлубей – Джемре Йълмаз-Карачай
- Бахар Шахин – Джерен Йълмаз-Карачай
- Симай Барлас – Дамла Карачай-Йълмаз
- Идрис Неби Ташкан – Дживан Йълмаз
- Айшен Сезерел – Нериман Йълмаз
- Гамзе Демирбилек – Нуртен
- Оуз Пече – Юсуф Корхан
- Севджан Сини – Оя Четинер
- Севинч Кумаш – Башак

## В България
В България сериалът започва на 4 януари 2021 г. по bTV и завършва на 14 юли. Дублажът е на студио Медия линк. Ролите се озвучават от Таня Димитрова (от 1 до 39 епизод, от 49 епизод), Василка Сугарева (от 40 до 48 епизод), Лина Златева (от 1 до 120 епизод, от 128 до 131 епизод), Татяна Захова (от 121 до 127 епизод, от 132 епизод), Мина Костова, Виктор Танев (от 1 до 40 епизод, от 57 епизод), Георги Стоянов (от 41 до 56 епизод) и Димитър Иванчев.
На 18 декември започва повторно излъчване по bTV Lady и завършва на 26 юни 2022 г. На 20 март 2023 г. започва ново повторение и завършва на 25 септември.